# Disturbi del linguaggio
I  disturbi del linguaggio comprendono tutti quei difetti e tutte quelle anomalie che comportano un'anomala espressione del linguaggio.

## Linguaggio
Sono tre le caratteristiche del linguaggio:
- Altezza, che esprime la frequenza
- Intensità, riguarda la combinazione fra la pressione esercitata e l'aria che passa
- Timbro, che accompagna la frequenza dandole una diversa espressione grazie al risonatore faringo-bucco-labiale

## Tipologia
- Afasia
- Afonia
- Balbuzie
- Fonastenia, la cosiddetta voce fioca
- Olofrasia
- Diplofonia
- Raucedine
- Sclerofonia, la voce risulta aspra